# Leskea concinna
Leskea concinna là một loài Rêu trong họ Leskeaceae. Loài này được Hook. mô tả khoa học đầu tiên năm 1818.